# Léonard Morandi
Pour les articles homonymes, voir Morandi.
Léonard René Morandi est un architecte suisse naturalisé français, né le 7 mars 1914 à Corcelles-près-Payerne (Suisse) et mort le 29 juillet 2007 à Saint-Cergue (Suisse). Il fut le concepteur du premier gratte-ciel d'Afrique du Nord, l'immeuble Liberté à Casablanca au Maroc.

## De l'enfance au diplôme
Léonard Morandi est né le 7 mars 1914 à Corcelles-près-Payerne, dans le canton de Vaud, en Suisse, dans la maison de ses parents Jean-Constantin et Frieda. Son père dirigeait alors la briqueterie Morandi, qui existe encore à ce jour. Son grand-père Léonard, fondateur de l'établissement, originaire du Tessin, n'en était pas à son premier coup d'essai. Il avait déjà construit de nombreuses briqueteries auparavant, notamment en Autriche et en Roumanie. Léonard Morandi arriva à Lyon en 1933 pour faire des études d'architecture. Il passa tout d'abord trois ans à l'École Municipale de Dessin. Il réussit le concours d'entrée à l'École nationale supérieure des beaux-arts de Lyon en 1936, où il poursuivit ses études sous la houlette de Tony Garnier, Grand Prix de Rome en 1899, puis avec Pierre Bourdeix, son successeur. Il obtint le diplôme d'architecte DPLG en juillet 1942. Léonard Morandi est de descendance putative un arrière-petit-fils de Napoléon III.

## Un résistant suisse sous l'occupation française
Le statut de citoyen suisse de Léonard Morandi le garda à l'abri de tous ennuis de la part des autorités d'occupation, allemande comme française. Cependant, en mai 1943, il fut sollicité pour rejoindre la Résistance au sein d'un "Groupe des Combattants de l'Ombre", proposition qu'il refusa par prudence, certains membres qu'il connaissait dans ce groupe ne lui semblant pas suffisamment discrets pour éviter d'être découverts. En revanche, cette offre le motiva à étudier la possibilité de créer une filière d'évasion vers la Suisse. La filière passait par le village de La Chapelle-d'Abondance, puis un chemin menait au col des Cornettes de Bise (2 438 m), à la frontière suisse et au village de Vouvry, au sud-est du lac Léman. Léonard Morandi fit passer en Suisse de nombreux résistants ou autres personnes inquiétées par les autorités, ce qui lui valut d'obtenir en 1960 la nationalité française "pour services rendus pendant l'Occupation".

## L'architecte
Installé à Paris en 1945, Léonard Morandi commença à chercher un emploi d'architecte. Fin 1946, il fit un voyage prospectif au Maroc, sur la suggestion de son beau-père Henri Lumière, lequel avait identifié des besoins urbains ultérieurement avérés, notamment la construction d'immeubles en copropriété. Il s'installa définitivement à Casablanca en 1947, obtient l'autorisation d'exercer le 2 octobre 1948 et se vit rapidement demander la construction d'un grand immeuble d'habitations et de bureaux pour le compte de trois entrepreneurs de Lyon, Grenoble et Marseille, l'Immeuble Liberté, haut de 17 étages, le premier gratte-ciel d'Afrique du Nord, construit place de la Révolution Française, aujourd'hui place Lemaigre Dubreuil. Ce bâtiment de 78 m de haut, a fait à l'époque la couverture du numéro spécial consacré au Maroc de l'Architecture d'aujourd'hui. Léonard Morandi construisit de nombreux immeubles et villas luxueuses au Maroc jusqu'en 1956, date de son retour à Paris, où il fonda avec son confrère Jacques Greggory le cabinet d'architectes Greggory-Morandi, qui produisit jusqu'en 1981 de nombreux édifices dont la nouvelle École Supérieure de Commerce de Paris (Sup de Co), l'usine SFENA de Vélizy, le siège de la MAIF à Niort, la clinique chirurgicale de la Source à Orléans et le célèbre immeuble du 48 avenue Foch, à l'angle de la rue Duret, à côté du Palais Rose, aujourd'hui disparu. Pour cette construction dont l'un des angles était arrondi, Léonard Morandi commanda à la société Saint-Gobain des portes-fenêtres aux vitres courbes, production qui n'existait pas encore à l'époque.

## Un deuxième Club Lion à Paris
Léonard Morandi était membre du Lions Clubs de Casablanca, créé en 1950 par Pierre Germain. À ce titre, lorsqu'il s'installa à Paris en 1956, il souhaita rejoindre le club parisien "Paris Doyen de France" et demanda son transfert. Or, le club de Paris avait déjà un architecte dans ses membres et sa demande fut refusée. Pierre Germain, qui était à l'époque président du club de Casablanca, demanda alors au siège de Chicago l'autorisation de créer un deuxième club à Paris, qui fut accordée. Le Gouverneur Renaud, président national du Lions Clubs, organisa une réunion constitutive à l'hôtel Lutetia et Léonard Morandi en fut nommé président, aux côtés de Jean Sureau (secrétaire) et Pierre Plachon (trésorier). Le club Paris-Sud était fondé. La remise de la Charte fondatrice eut lieu au théâtre de l'Odéon en 1959.

## Le sportif
Après avoir beaucoup pratiqué le sport pendant sa jeunesse (ski alpin, moto, tennis et hockey sur gazon, notamment au L.O.U. de Lyon), Léonard Morandi découvrit le golf au Royal Golf Club de Fedala, dans la province de Mohammédia au Maroc. À son installation à Paris, il rejoignit le golf du Lys à Chantilly, puis devint membre fondateur du golf de Saint-Nom-la-Bretèche, créé en 1969 par le promoteur Daniel Féau. Il fut pendant dix ans capitaine de l'équipe des jeunes de Saint-Nom. Il gagna le championnat du club en 1971, le championnat des Seniors en 1976 et fut l'auteur d'un trou en 1 au 11. Sa plaque commémorative existe encore dans l'escalier du Club-House qui mène au bar. En tant qu'architecte et golfeur, Léonard Morandi ne pouvait pas ne pas s'essayer à la construction d'un golf. Il eut cette chance en 1970 à Nîmes où il créa le golf 18 trous de Nîmes-Campagne avec l'architecte Donald Harradine. Il réalisa aussi la conception du golf d'Exenvey, en Suisse, qui ne fut jamais construit par le promoteur.
Léonard Morandi est décédé le 29 juillet 2007 à Saint-Cergue, Suisse, où il s'était installé en 1987.

## Liste des bâtiments construits à Casablanca
Dénominations actuelles entre parenthèses.
1. Immeuble Liberté ("le 17 étages"), place Lemaigre Dubreuil (anciennement : rond-Point de la révolution française) 1949-1950.
2. Bureaux Pélissard, rue Dumont d'Urville (rue El Bakri), 1950.
3. Villa du Dr Blanc, rue de la maternité, 1950.
4. Villa Dar Lugda, Anfa Supérieur, 1949[10].
5. Immeuble des assurances L'union, Bd du Gal Gouraud (Bd Rachidi) et avenue du Gal Moinier (AvMoulay Hassan 1er), 1951.
6. Villa Boumendil, 70, rue Jean Jaurès, c1952.
7. Crédit Marocain, 27, Bd Moulay Youssef, 1953.
8. Transformation de la piscine Le Lido, 1954.
9. Villa Fleureau, avenue de Boulogne, 1952.
10. Immeuble de Studio pour le Glaoui, Bd de la gare (Bd Mohammed V), 1952.
11. Chapelle, cité Ohana, Bd Moulay Youssef 1954.

## Sources
- Archives familiales
- Casablanca : Mythes et figures d'une aventure urbaine, Cohen (Jean-Louis) et Eleb (Monique), éditions Hazan,  (ISBN 978-2-85025-956-2)